# Köseli (Kozan)
Köseli ist ein Ortsteil (Mahalle) im Landkreis Kozan der türkischen Provinz Adana mit 318 Einwohnern (Stand: Ende 2024). Im Jahr 2011 zählte Köseli 353 Einwohner.